# USS Princeton (CV-37)
USS Princeton (CV-37) — американский авианосец типа «Эссекс» времён Второй мировой войны.

## История
Авианосец вступил в строй уже после окончания Второй мировой войны, 18 ноября 1945 года. 21 июня 1949 года выведен в резерв, однако введён в строй уже 28 августа 1950 года.
Во время Корейской войны «Принстон» совершил 4 боевых похода:
- 9 ноября 1950 — 29 мая 1951,
- 31 мая — 29 августа 1951,
- 21 марта — 3 ноября 1952,
- 24 января 1953 — 21 сентября 1953.

1 октября 1952 года «Принстон» переклассифицирован в ударные авианосцы, получил индекс CVA-37, вскоре затем, 1 января 1954 года, переклассифицирован в противолодочные авианосцы, получил индекс CVS-37.
Авианосец участвовал в фильме режиссёра Лесли Селандера «Авианосец»/«Flat Top» (1952) о захватывающих эпизодах Второй мировой войны на Тихом океане.
Нёс службу на Тихом океане, 9 января 1958 года участвовал в спасательных мероприятиях после наводнения на Цейлоне. Встал на ремонт и был переоборудован в десантный вертолётоносец, 2 марта 1959 года получил индекс LPH-5.
В 1961 году модернизировался по программе FRAM.
17 ноября 1964 года устранял в Южном Вьетнаме последствия сильного тайфуна. 26 мая 1969 года принял на борт после приводнения спускаемый аппарат космического корабля «Аполлон-10».
30 января 1970 года списан, 13 февраля того же года продан, впоследствии разделан на металл.